# District de Tirupati
Le district de Tirupati, est un district de l'État indien de l'Andhra Pradesh en Inde. Il est formé le 3 avril 2022 sous le nom de district Sri Balaji à partir de secteurs des districts de Chittoor et de Nellore. En 2022, le district est renommé district de Tirupati.
Le siège du district est la métropole de Tirupati.